# Julia Meyer

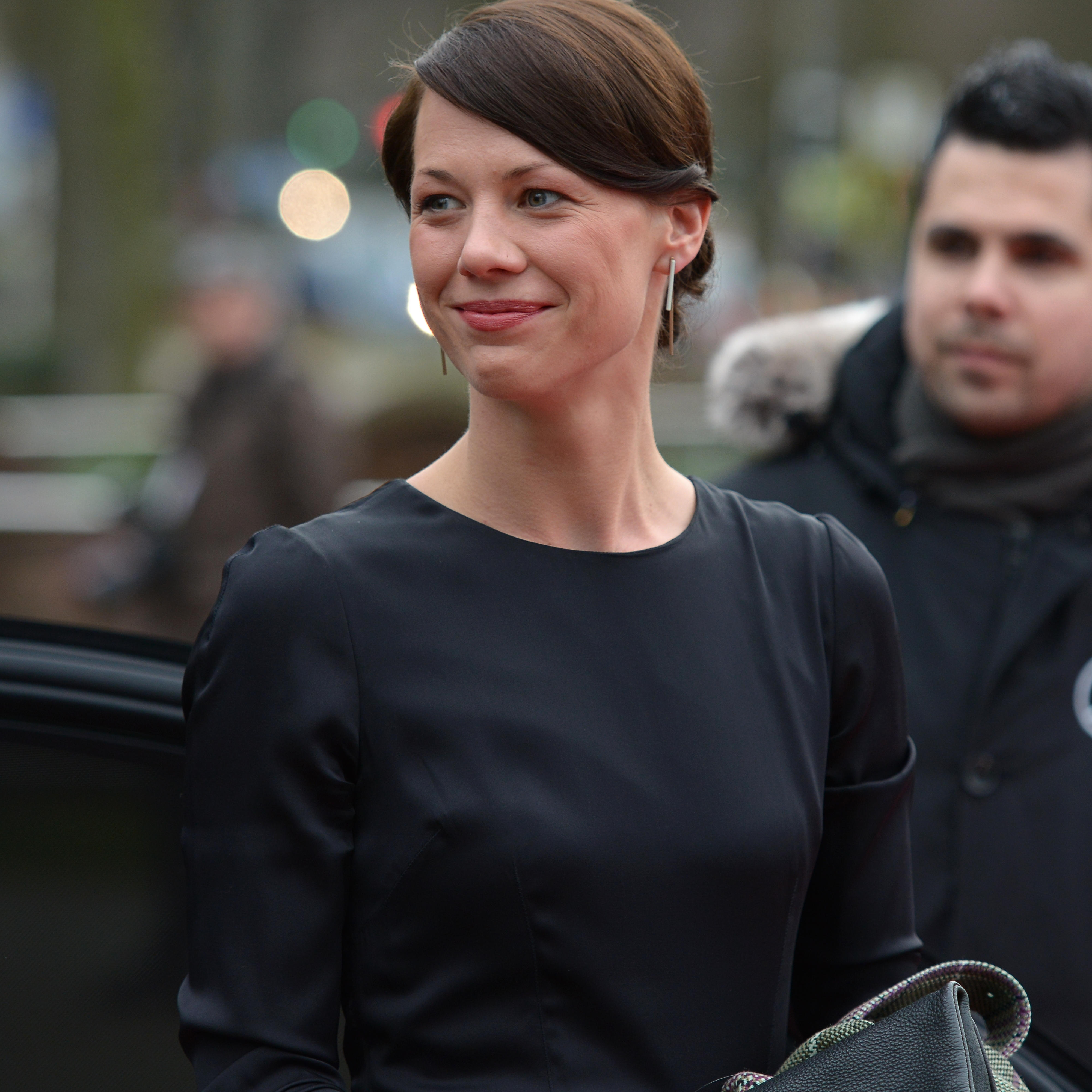
Meyer bei der Verleihung des Grimme-Preises 2015.

Julia Meyer (* in Engelskirchen) ist eine deutsche Drehbuchautorin und Regisseurin.

## Biographie
Julia Meyer studierte Theater-, Film- und Fernsehwissenschaften, Politikwissenschaften und Ethnologie in Köln. Sie ist freie Autorin und Regisseurin und arbeitet sowohl im dokumentarischen als auch im fiktionalen Bereich.
Für die investigative Dokumentation Akte D – Die Macht der Stromkonzerne erhielt sie 2015 gemeinsam mit dem übrigen Autorenteam den Grimme-Preis. Ihr Film Freunde bleiben!? war für den Kinder-Medienpreis 2022 nominiert.

## Filmografie (Auswahl)
- 2014: Akte D – Die Macht der Stromkonzerne (Co-Buch)
- 2016: Mythos Trümmerfrau (Regie, Buch)
- 2017: Das Versagen der Wohnungspolitik (Regie, Buch)
- 2017: Fahren ohne Fahrschein (Regie, Buch)
- 2021: Freunde bleiben!? (Regie, Buch)
- 2023: Legend of Wacken, Folgen 2 und 4 (Drehbuch)